# Wincenty Morze
Wincenty Morze (ur. 1809, zm. 10 stycznia 1882) – żołnierz, powstaniec listopadowy, właściciel ziemski.

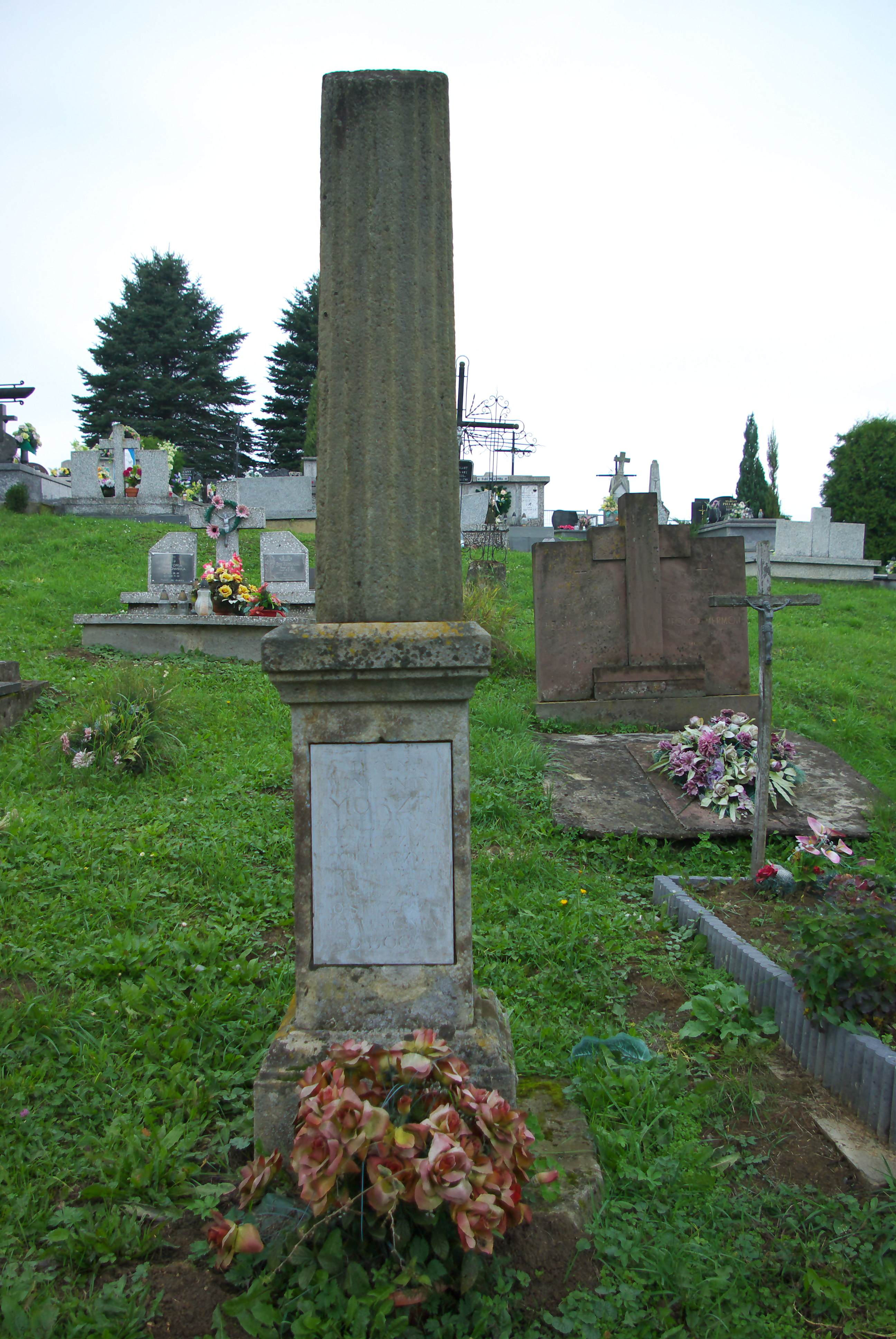
Nagrobek Wincentego Morza w Strachocinie

## Życiorys
Brał udział w powstaniu listopadowym jako chorąży w szeregach 5 pułku Strzelców Konnych. W czasie walk został ranny. 8 czerwca 1831 został odznaczony Krzyżem Srebrnym Orderu Virtuti Militari (nr 1615) (nr 1615).
Ożenił się z Sabiną (1812–1901), córką Floriana Giebułtowskiego. Zamieszkał w Strachocinie, gdzie po śmierci teścia, został właścicielem folwarku, w tym tamtejszego dworu. W połowie XIX wieku Wincenty Morze wraz z żoną Sabiną był właścicielem posiadłości tabularnej Jawornik Dolny i Górny, Rybne, zaś z rodzeństwem Kłodowskich posiadał dobra Netrebka. Pod koniec 60. Sabina figurowała jako właścicielka Strachociny, a na pocztku lat 70. właścicielem był Wincenty Morze.
Był wybierany do c. k. Rady powiatu sanockiego jako reprezentant grupy większych posiadłości: w 1867 (od ok. 1868 był zastępcą członka wydziału powiatowego)), w 1870. Został wówczas zastępcą członka wydziału powiatowego. Był zastępcą członka C. K. Powiatowej Komisji Szacunkowej (od ok. 1870).
Wincenty Morze był znany jako facecjonista, o którym przez wiele lat opowiadano anegdoty i legendy. 
Zmarł w 1882. Został pochowany na cmentarzu w Strachocinie (nagrobek stanowi ułamana kolumna na cokole). Obok została pochowana jego żona Sabina (zm. 1901). Ich córkami były Teofila (ur. 1846, żona Franciszka Gniewosza) i Zofia (ur. 1844, żona Kazimierza Dydyńskiego, matka Kazimiery Dydyńskiej, która usynowiła Jerzego Pajączkowskiego). Własność Strachociny przejął po śmierci Wincentego Morza mąż jego córki Zofii, Edmund Dydyński.